# Mitiaro

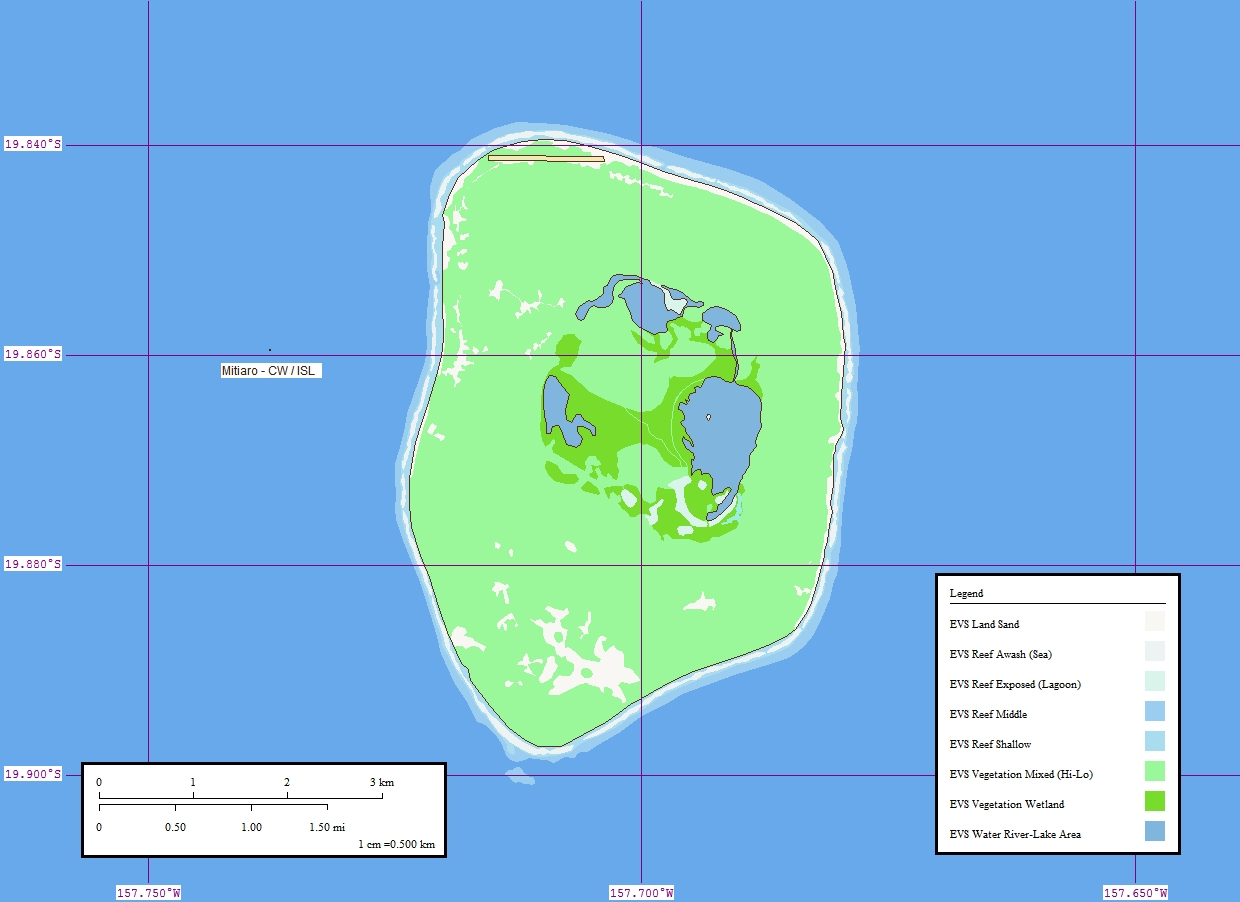
Mapa de l'illa Mitiaro

Mitiaro és una de les illes Cook meridionals. Està situada a 229 km al nord-est de Rarotonga.

## Geografia
L'illa és d'origen volcànic i està rodejada d'una anella de corall fossilitzat (makatea) de 6 a 9 m d'alçada. La superfície total és de 22,3 km². El centre de l'illa és pla amb dos llacs interiors: Rotonui i Rotoiti (literalment, llac gran i llac petit). En els llacs es troben unes anguiles (itiki) molt apreciades pels habitants. Degut a la makatea les platges són escasses, però la gent es banya en amples coves subterrànies. La població total era de 213 habitants al cens del 2001.

## Història
Històricament l'illa s'anomenava Nukuroa. Els habitants patien sovint els atacs dels veïns guerrers d'Atiu, i per això van construir la rara fortalesa Te Pare. Quan hi va arribar el missioner anglès John Williams, el 1823, quedaven menys de 100 habitants.